# 参 (HIGH and MIGHTY COLORのアルバム)
『参』（さん）は、日本のロックバンド、HIGH and MIGHTY COLORの3枚目のオリジナルアルバム。

## 概要
前作『傲音プログレッシヴ』から約10か月ぶりとなる3枚目のオリジナルアルバム。アルバム作品としては初の通常盤（CD）と初回限定盤（CD+DVD）の2形態でリリースされ、ジャケットは個々で撮影されたものを合成しながら各形態によってそれぞれメンバーの立ち位置が異なっている。
「参」というタイトルには、3枚目のアルバムであることのほか、年間に多くのライブをこなし、『DIVE into YOURSELF』のレコーディングなどにはファンに参加をしてもらったことなどから、参加という意味や、これからどんどんリスナーに近づいていきたいという参上の意味もある。
今までのアルバムの中で一発録りの曲が多いとのこと（「レジスタンス」、「The moon illuminates」、「火花」など）。

## 収録曲

### Disc 1 / CD
| 全作詞・作曲・編曲: HIGH and MIGHTY COLOR。 |                                            |                       |                       |      |
| #                                           | タイトル                                   | 作詞                  | 作曲・編曲            | 時間 |
| 1.                                          | 「遠雷 〜遠くにある明かり〜」              | HIGH and MIGHTY COLOR | HIGH and MIGHTY COLOR | 4:24 |
| 2.                                          | 「レジスタンス」                           | HIGH and MIGHTY COLOR | HIGH and MIGHTY COLOR | 3:55 |
| 3.                                          | 「DIVE into YOURSELF」(YOUR VOICE Version) | HIGH and MIGHTY COLOR | HIGH and MIGHTY COLOR | 3:48 |
| 4.                                          | 「恋心」                                   | HIGH and MIGHTY COLOR | HIGH and MIGHTY COLOR | 4:10 |
| 5.                                          | 「オキザリス」                             | HIGH and MIGHTY COLOR | HIGH and MIGHTY COLOR | 4:29 |
| 6.                                          | 「ハミングバード」                         | HIGH and MIGHTY COLOR | HIGH and MIGHTY COLOR | 4:25 |
| 7.                                          | 「The moon illuminates」                   | HIGH and MIGHTY COLOR | HIGH and MIGHTY COLOR | 3:57 |
| 8.                                          | 「夜明け前」                               | HIGH and MIGHTY COLOR | HIGH and MIGHTY COLOR | 4:46 |
| 9.                                          | 「三度目の桜」                             | HIGH and MIGHTY COLOR | HIGH and MIGHTY COLOR | 3:59 |
| 10.                                         | 「火花」                                   | HIGH and MIGHTY COLOR | HIGH and MIGHTY COLOR | 4:48 |
| 11.                                         | 「睡蓮」                                   | HIGH and MIGHTY COLOR | HIGH and MIGHTY COLOR | 4:30 |
| 12.                                         | 「LAST WORD」                              | HIGH and MIGHTY COLOR | HIGH and MIGHTY COLOR | 3:56 |
| 13.                                         | 「a shape of love」                        | HIGH and MIGHTY COLOR | HIGH and MIGHTY COLOR | 4:17 |
| 14.                                         | 「辿り着く場所」                           | HIGH and MIGHTY COLOR | HIGH and MIGHTY COLOR | 5:16 |
| 15.                                         | 「オキザリス」(MOVIE VERSION)              | HIGH and MIGHTY COLOR | HIGH and MIGHTY COLOR | 3:53 |
| 合計時間:                                   | 合計時間:                                  | 64:33                 |                       |      |

### Disc 2 / DVD
| #  | タイトル                                   | 作詞 | 作曲・編曲 |
| -- | ------------------------------------------ | ---- | ---------- |
| 1. | 「一輪の花」(Music Video)                  |      |            |
| 2. | 「DIVE into YOURSELF」(Music Video)        |      |            |
| 3. | 「遠雷 〜遠くにある明かり〜」(Music Video) |      |            |
| 4. | 「辿り着く場所」(Music Video)              |      |            |
| 5. | 「オキザリス」(Music Video)                |      |            |
| 6. | 「O・MA・KE」                              |      |            |

### 楽曲解説
「遠雷 〜遠くにある明かり〜」
8thシングル。
毎日放送･TBS系『機動戦士ガンダムSEED DESTINY SPECIAL EDITION III 運命(さだめ)の業火』エンディングテーマ。
「レジスタンス」
セガ・ニンテンドーDS専用ゲームソフト『BLEACH DS 2nd 黒衣ひらめく鎮魂歌』主題歌。
「DIVE into YOURSELF（YOUR VOICE Version）」
7thシングル。
カプコン・PS2専用ゲームソフト『戦国BASARA2』オープニング曲。
シングルを購入した人の中から何名かがサビのコーラスに参加しており、レコーディングは2006年8月に行われた。また参加者の名前が歌詞カードの最後のページに記載されている。
「オキザリス」
9thシングル。
ソニー・ピクチャーズ エンタテインメント・映画『あなたを忘れない』挿入歌。
「ハミングバード」
ファンが選んだ15曲が収録されている『BEEEEEEST』にも収録されている。
「The moon illuminates」
初めてMEGが作詞作曲の両方を担当した。
「三度目の桜」
ハイカラ初の春歌である。タイトル通り、中学生や高校生などにある「三度目の桜」、つまり卒業をテーマにした曲。原曲は、ギターのMEGが担当した。
「辿り着く場所」
9thシングル。
ソニー・ピクチャーズ エンタテインメント・映画『あなたを忘れない』主題歌。
TBS系『ランク王国』オープニングテーマ。
エムティーアイ『music.jp』CMソング。
「オキザリス（MOVIE VERSION）」
映画の内容同様、ユウスケが参加しておらず、ギター・ベースが普段の7弦・5弦ではなく6弦・4弦で行ったり、ドラムも普段の2バスではなく1バスでレコーディングされた。